# Condeixa-a-Velha e Condeixa-a-Nova
Condeixa-a-Velha e Condeixa-a-Nova (oficialmente: União das Freguesias de Condeixa-a-Velha e Condeixa-a-Nova) é uma freguesia portuguesa do município de Condeixa-a-Nova, com 27,65 km² de área e 8741 habitantes (censo de 2021). A sua densidade populacional é 316,1 hab./km².

## História
Foi constituída em 2013, no âmbito de uma reforma administrativa nacional, pela agregação das antigas freguesias de Condeixa-a-Velha e Condeixa-a-Nova e tem a sede em Condeixa-a-Nova.

## Demografia
A população registada nos censos foi:
| Distribuição da População por Grupos Etários | Distribuição da População por Grupos Etários | Distribuição da População por Grupos Etários | Distribuição da População por Grupos Etários | Distribuição da População por Grupos Etários | Distribuição da População por Grupos Etários |
| -------------------------------------------- | -------------------------------------------- | -------------------------------------------- | -------------------------------------------- | -------------------------------------------- | -------------------------------------------- |
| Antes da agregação                           |                                              |                                              |                                              |                                              |                                              |
| Ano                                          | 0-14 anos                                    | 15-24 anos                                   | 25-64 anos                                   | >= 65 anos                                   | Total                                        |
| 2001                                         | 1189                                         | 859                                          | 4205                                         | 1045                                         | 7298                                         |
| 2011                                         | 1536                                         | 715                                          | 5046                                         | 1311                                         | 8608                                         |
| Após a agregação                             |                                              |                                              |                                              |                                              |                                              |
| Ano                                          | 0-14 anos                                    | 15-24 anos                                   | 25-64 anos                                   | >= 65 anos                                   | Total                                        |
| 2021                                         | 1286                                         | 937                                          | 4804                                         | 1714                                         | 8741                                         |

## Cultura
- Museu Monográfico de Conimbriga